# Principauté de Montbéliard
1042–1796
Entités précédentes :
- Royaume d'Arles
- Bourgogne transjurane

Entités suivantes :
- République française

La principauté de Montbéliard est un ancien territoire du Saint-Empire romain centrée autour du château de Montbéliard dans la région culturelle de Franche-Comté. Originellement, il s'agit d'un comté féodal (en allemand : Grafschaft Mömpelgard) fondé en 1042 par Henri III, roi des Romains, et devenue principauté sous le règne de la maison de Wurtemberg à partir de 1495, les comtes de Montbéliard prenant le titre de ducs.
Conquise et incorporée sous la forme d'un district de République française en 1793, la principauté Montbéliard a été formellement cédée à la France en 1796 lors du Traité de Paris.

## Géographie

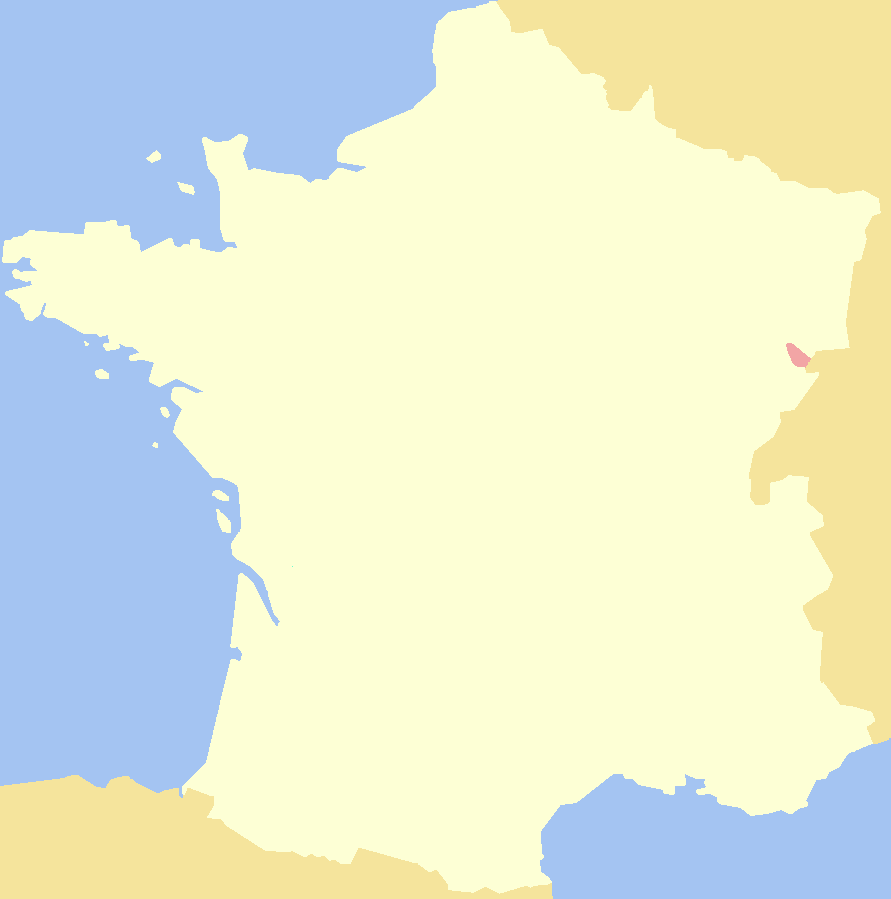
Localisation de la principauté de Montbéliard.

Le territoire de la principauté s'étendait à mi-longueur de la rivière Doubs dans la Franche-Comté, immédiatement au sud-ouest de la trouée de Belfort (porte de Bourgogne) et de la Haute-Alsace. Il correspond aux communes actuelles d'Abbévillers, Aibre, Allenjoie, Allondans, Arbouans, Audincourt, Badevel, Bart, Bavans, Belverne, Bethoncourt, Bretigney, Brognard, Clairegoutte, Courcelles-lès-Montbéliard, Couthenans, Dambenois, Dampierre-les-Bois, Dasle, Désandans, Dung, Étobon, Étouvans, Étupes, Exincourt, Fesches-le-Châtel, Frédéric-Fontaine, Grand-Charmont, Hérimoncourt, Issans, Laire, Magny-Danigon, Montbéliard, Nommay, Présentevillers, Raynans, Sainte-Marie, Sainte-Suzanne, Saint-Julien-lès-Montbéliard, Semondans, Sochaux, Taillecourt, Valentigney, Vandoncourt, Le Vernoy, Vieux-Charmont et Voujeaucourt.

## Comté de Montbéliard
Depuis 888, le domaine appartenait au royaume de Haute-Bourgogne puis, à partir de 933 au royaume d'Arles, incorporé au Saint-Empire romain par l'empereur Conrad II le Salique au cours de la succession de Bourgogne en 1032. 

### Maison de Scarpone

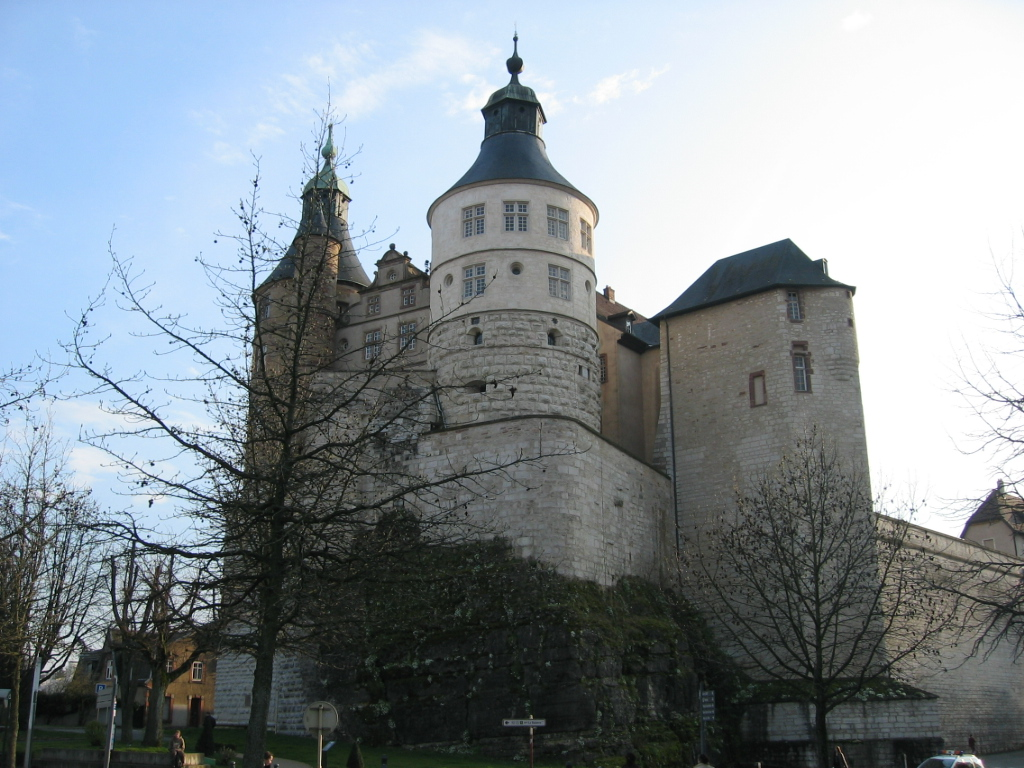
Château de Montbéliard également appelé château des ducs de Wurtemberg.

En 1042, au début de la féodalité, le roi Henri III, fils de Conrad II et de son épouse Gisèle de Souabe, fonde le comté de Montbéliard et le donne à son vassal Louis de Mousson (mort vers 1073/76) issu de la maison de Scarpone. Louis, marié à la comtesse Sophie de Bar, fille du duc Frédéric II de Lorraine, doit être d'un grand soutien régnant sur le pays stratégiquement important proche de la porte de Bourgogne ; le roi lui donne le titre de « châtelain » (castellanus) et premier comte de Montbéliard. 
Le fils de Louis, Thierry Ier de Montbéliard (mort vers 1102/05) a confirmé sa position jure uxoris en se mariant avec Ermentrude, fille du comte Guillaume Ier de Bourgogne.

### Maison de Montfaucon
Amédée II, seigneur de Montfaucon, hérita du comté de Montbéliard de sa mère Sophie, fille du comte Thierry II qui meurt sans issue mâle en 1163. La maison de Montfaucon a conservé le fief jusqu'à l'extinction de la lignée avec la mort du comte Henri de Montbéliard à la bataille de Nicopolis en 1396. 
Cependant, il y eut une courte interruption. De la fin du XIIIe siècle jusqu'au début du XIVe, le comté de Montbéliard « tombera » dans la Maison de Chalon par le mariage de Renaud de Bourgogne et de Guillemette de Neuchâtel (héritière du comté par son arrière-grand-père Thierry III, dit « le Grand Baron »). Au décès de Renaud, le comté reviendra à la Maison de Montfaucon par le mariage de sa fille Agnès et d'Henri, sire de Montfaucon.

### Maison de Wurtemberg
En 1397, le mariage de la comtesse Henriette de Montfaucon avec Eberhard IV, comte de Wurtemberg, de la Maison de Wurtemberg, renforce le lien du pays de Montbéliard avec le Saint-Empire romain germanique.
Outre le comté de Montbéliard, la comtesse Henriette apporte dans la corbeille de mariage, des fiefs, tels que les seigneuries de Granges-le-Bourg, Clerval, Passavant, Etobon, Porrentruy, avec les fiefs de la Roche Saint-Hippolyte, ainsi que les terres de Franquemont (Goumois). Certaines d'entre elles relevaient du comté de Bourgogne, mais la comtesse les administrait de droit régalien, en vertu de l'héritage qu'elle tenait de son grand-père Étienne de Montfaucon, et par l'hommage qu'elle rendit elle-même au duc de Bourgogne Jean sans Peur.
Par ce mariage, l'héritage du comté de Montbéliard et ses dépendances s'ajoutait à celui du Wurtemberg qui comprenait les seigneuries de Riquewihr, Ferrette, et le comté d'Horbourg en Alsace.
Le comté de Montbéliard n'était pas une vassalité wurtembergeoise. Il était l'égal du comté de Wurtemberg mais lui était héréditairement attaché par le mariage d'Henriette. De facto, il conserverait " tous ses droits, ses us et coutumes, ainsi que sa langue " comme il était habituel dans le vaste Empire germanique (l'allemand n'a jamais été imposé à Montbéliard).

## Principauté de Montbéliard
En 1495, Eberhard V de Wurtemberg est élevé à la dignité de duc de Wurtemberg par l'empereur Maximilien Ier ; Montbéliard reste un comté, mais le duc y étant souverain, les textes font désormais mention de la principauté de Montbéliard[réf. nécessaire].
En dépit de vicissitudes, cet état de fait se maintient plusieurs siècles. Sous l'impulsion du duc Ulrich VI de Wurtemberg, la principauté est passée au luthéranisme entre 1524 et 1538, ce que reconnaît la paix d'Augsbourg de 1555 selon le principe « cujus regio, ejus religio » (« tel prince, telle religion ») qui s'applique à la principauté, considérée comme terre d'Empire.
Par l'article 11 du traité de paix signé à Nimègue, le 17 septembre 1678, l'Espagne cède le comté de Bourgogne, ou Franche-Comté, à la France.
Par un arrêt du 31 août 1680, le parlement de Besançon réunit le comté de Montbéliard à la France en le déclarant « être, mouvoir et dépendre de la souveraineté du comté de Bourgogne », c'est-à-dire « être fief mouvant du comté de Bourgogne », enjoignant au duc Georges de Wurtemberg « d'en rendre les foi et hommage » au roi de France, Louis XIV, « comme comte de Bourgogne », sous peine de commise.
Par l'article 13 du traité signé à Ryswick, le 30 octobre 1697, entre la France et le Saint-Empire romain germanique, Georges de Wurtemberg est rétabli en la possession du comté de Montbéliard, des fiefs de Clerval et de Passavant ainsi que des seigneuries de Granges, Héricourt, Blamont, Châtelot, Clémont et autres. Mais cet article opère une distinction entre la principauté de Montbéliard, réduite au comté, et les autres possessions wurtembergeoises. Seul le comté est reconnu immédiat du Saint-Empire romain germanique, avec rang de principauté, et l'hommage rendu en 1681 est cassé en conséquence. Mais Clerval et Passavant ne sont reconnus que tenus en fiefs — du prince-évêque de Bâle — et les seigneuries comme situées dans le comté de Bourgogne. La principauté se trouve de nouveau réduite au seul comté.
En 1748, les « Quatre Terres » (terres dépendantes de Héricourt, Châtelot, Clémont et Blamont) sont annexées par la France de Louis XV, avec l'assentiment de Charles II de Wurtemberg. En 1786, un nouveau traité fixe les limites entre les deux États souverains. À la veille de la Révolution, les droits du duc de Wurtemberg en France sont de nature très diverse : les uns se réduisent à des droits seigneuriaux ordinaires sur un certain nombre de villages situés en Alsace, en Franche-Comté, en Bourgogne ; les autres sont de souveraineté absolue.

## Territoire

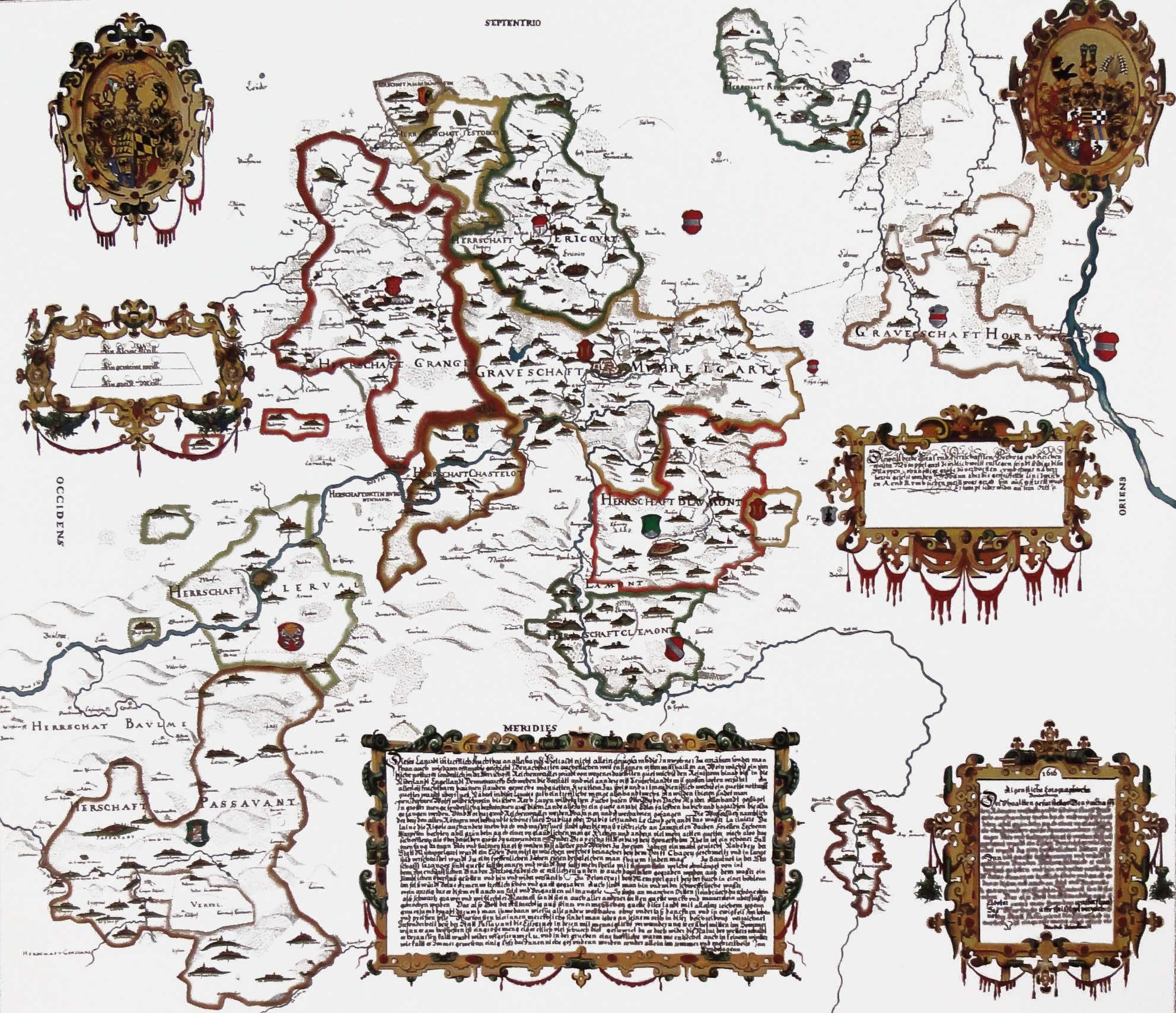
Territoire du comté de Montbéliard et de ses seigneuries dépendantes par Heinrich Schickhardt.

### Quatre seigneuries dépendantes du comté de Montbéliard

#### Seigneurie de Blamont
La seigneurie de Blamont comprenait les seize villages d'Autechaux, Blamont, Beaucourt, Bondeval, Dannemarie, Écurcey, Glay, Hérimoncourt, Meslières, Pierrefontaine-lès-Blamont, Roches-lès-Blamont, Seloncourt, Thulay, Vandoncourt, Villars-lès-Blamont, ainsi qu'Audincourt et Dasle, mi-partis avec le comté de Montbéliard.

#### Seigneurie de Châtelot
La seigneurie de Châtelot comprenait, outre Saint-Maurice, son chef-lieu, les dix villages suivants : Blussans, Blussanjeaux, Châtelot, Colombier-Châtelot, Colombier-Fontaine, Echelotte et Longevelle ; ainsi que Beutal et Lougres, mi-partis avec le comté de Montbéliard ; et Montenois, mi-parti avec la seigneurie de Granges.

#### Seigneurie de Clémont
La seigneurie de Clémont comprenait, outre Montécheroux, son chef-lieu, le village de Liebvillers ainsi qu'une partie des villages de Damjoux, Noire-Fontaine, Poset et Villers-sous-Damjoux.

#### Seigneurie d'Héricourt
La seigneurie d'Héricourt comprenait, outre Héricourt, les villages de Byans, Brevilliers, Chagey, Chenebier, Échavanne, Luze, Mandrevillars, Saint-Valbert, Verlans et Vyans-le-Val ; ainsi que les villages d'Aibre, Bussurel, Champey, Coisevaux, Échenans-sous-Mont-Vaudois, Laire et Tremoins, qui étaient mi-partis avec le comté de Montbéliard ; et le village de Tavey, mi-parti avec l'abbé de Lure.

## Intégration à la France
Le 10 octobre 1793, le représentant en mission Bernard de Saintes fait occuper la principauté de Montbéliard et, par un arrêté pris le lendemain, il la déclare conquise à la France.
En 1793, par son rattachement à la France, la principauté lui apporte quarante-cinq nouvelles communes : Abbévillers, Aibre, Allenjoie, Allondans, Arbouans, Audincourt, Badevel, Bart, Bavans, Belverne, Bethoncourt, Bretigney, Brognard, Clairegoutte, Courcelles-lès-Montbéliard, Couthenans, Dambenois, Dampierre-les-Bois, Dasle, Désandans, Dung, Étobon, Étouvans, Étupes, Exincourt, Fesches-le-Châtel, Frédéric-Fontaine, Grand-Charmont, Issans, Laire, Magny-Danigon, Montbéliard, Nommay, Présentevillers, Raynans, Sainte-Marie, Sainte-Suzanne, Saint-Julien-lès-Montbéliard, Semondans, Sochaux, Taillecourt, Valentigney, Le Vernoy, Vieux-Charmont et Voujeaucourt.
Avec Mandeure, issue de la république de Mandeure annexée simultanément, ces communes furent d'abord rattachées à la Haute-Saône, constituant le nouveau district de Montbéliard en 1793, comprenant quatre cantons (Audincourt, Clairegoutte, Désandans et Montbéliard).
Le 7 août 1796, le duc de Wurtemberg, Frédéric-Eugène de Wurtemberg, héritier de ses frères et de leurs prétentions sur la principauté de Montbéliard, cède la principauté à la France, lors du Traité de Paris.
En 1797, les cantons d'Audincourt, Désandans et Montbéliard furent transférées au département du Mont-Terrible, puis en 1800, avec la suppression de ce département, au Haut-Rhin. Avec le nouveau découpage mis en place cette année-là, elles ne formaient plus que deux cantons (Audincourt et Montbéliard) de l'arrondissement de Porrentruy.
Enfin, en 1816, à la suite des pertes territoriales françaises de 1815, dont la restitution de tout le reste de l'arrondissement de Porrentruy à la Suisse, les cantons de Montbéliard et d'Audincourt furent rattachés au Doubs, intégrés à l'arrondissement de Saint-Hippolyte, et Montbéliard devint sous-préfecture à la place de Saint-Hippolyte.
Seule la commune de Couthenans changea encore de département, en 1829, pour être rattachée à nouveau à la Haute-Saône.
Les cantons d'Audincourt et de Montbéliard connurent encore quelques modifications de limites avec les cantons voisins, et furent découpés en 1973 et 1982, donnant naissance aux actuels cantons de Montbéliard-Est et Montbéliard-Ouest, d'Audincourt, d'Étupes, de Sochaux-Grand-Charmont, de Valentigney.
En 2021 les anciennes communes de la principautés sont au nombres de 46 et comptent 111 853 habitants pour une superficie de 251 km2 et une densité de 445 hab/km²